# Aspidium pica
Aspidium pica là một loài thực vật có mạch trong họ Dryopteridaceae. Loài này được (L.) Desv. miêu tả khoa học đầu tiên năm 1811.